# Denemarken op het Eurovisiesongfestival 1989
Denemarken werd op het Eurovisiesongfestival 1989 in Lausanne, Zwitserland vertegenwoordigd door de zangeres Birthe Kjær, met het lied Vi maler byen rød. Het was de tweeëntwintigste deelname van Denemarken aan het songfestival.

## Finale
De Dansk Melodi Grand Prix, gehouden in het Bella Center in Kopenhagen, werd gepresenteerd door Jarl de Friis-Mikkelsen. Tien artiesten namen deel aan deze finale. De winnaar werd gekozen door 9 regionale jury's.

| Volgorde | Artiest            | Lied                       | Punten | Plaats |
| -------- | ------------------ | -------------------------- | ------ | ------ |
| 1        | Birthe Kjær        | "Vi maler byen rød"        | 32     | 1      |
| 2        | Maria Cecile       | "Kun dig"                  | 23     | 5      |
| 3        | Lars Fenger        | "Kom i sving"              | 8      | 9      |
| 4        | Pia Cohn           | "Nu er jeg blot en stemme" | 25     | 4      |
| 5        | Snapshot           | "Du og jeg"                | 10     | 8      |
| 6        | Keld & Hilda Heick | "Sommerregn"               | 11     | 7      |
| 7        | Lecia Jønsson      | "Landet Camelot"           | 30     | 2      |
| 8        | Gry Johansen       | "Endnu en nat"             | 22     | 6      |
| 9        | Peter Belli        | "Lyset bryder frem"        | 0      | 10     |
| 10       | Jørgen Olsen       | "Fugle"                    | 28     | 3      |

## In Lausanne
Denemarken moest tijdens het festival als twaalfde aantreden, na Luxemburg en voor Finland. Aan het einde van de puntentelling bleek dat Kjær op een derde plaats was geëindigd met 111 punten.
Ze ontving drie keer het maximum van 12 punten.
België gaf 4 punten aan deze inzending en Nederland gaf er 12.

### Gekregen punten

#### Finale
| 12 punten                      | 10 punten                                             | 8 punten    | 7 punten     | 6 punten               |
| ------------------------------ | ----------------------------------------------------- | ----------- | ------------ | ---------------------- |
| - Finland - Nederland - Zweden | - Ierland - IJsland - Noorwegen - Verenigd Koninkrijk |             | - Oostenrijk | - Frankrijk - Turkije  |
| 5 punten                       | 4 punten                                              | 3 punten    | 2 punten     | 1 punt                 |
| - Italië                       | - België                                              | - Luxemburg | - Portugal   | - Israël - Joegoslavië |

### Punten gegeven door Denemarken

#### Finale
Punten gegeven in de finale:
| 12 punten | Zweden              |
| 10 punten | Joegoslavië         |
| 8 punten  | Cyprus              |
| 7 punten  | Duitsland           |
| 6 punten  | Noorwegen           |
| 5 punten  | Israël              |
| 4 punten  | Oostenrijk          |
| 3 punten  | Frankrijk           |
| 2 punten  | Zwitserland         |
| 1 punt    | Verenigd Koninkrijk |

1957 · 1958 · 1959 · 1960 · 1961 · 1962 · 1963 · 1964 · 1965 · 1966 · 1967-1977 · 1978 · 1979 · 1980 · 1981 · 1982 · 1983 · 1984 · 1985 · 1986 · 1987 · 1988 · 1989 · 1990 · 1991 · 1992 · 1993 · 1994 · 1995 · 1996 · 1997 · 1998 · 1999 · 2000 · 2001 · 2002 · 2003 · 2004 · 2005 · 2006 · 2007 · 2008 · 2009 · 2010 · 2011 · 2012 · 2013 · 2014 · 2015 · 2016 · 2017 · 2018 · 2019 · 2020 · 2021 · 2022 · 2023 · 2024 · 2025